# Kyōryū Sentai Zyuranger
Kyouryuu Sentai Zyuranger (恐竜戦隊ジュウレンジャー (Khủng long Chiến đội Zyuranger) Kyōryū Sentai Jūrenjā), dịch là Chiến đội Khủng long Thú liên giả là tên của seri truyền hình tokusatsu Super Sentai thứ 16 của Nhật Bản. Sản xuất bởi Toei Company và Bandai, trình chiếu trên TV Asahi từ 21 tháng 2 năm 1992 tới 12 tháng 2 năm 1993, với 50 tập. Nó là seri Super Sentai đầu tiên có bản Mĩ hóa Power Rangers: Mighty Morphin Power Rangers.

## Nhân vật

Các chiến binh Zyuranger

Geki (ゲキ Geki) - Tyranno Ranger (ティラノレンジャー Tirano Renjā)Geki (ゲキ) là hoàng tử 24 tuổi của Bộ tộc Yamato (ヤマト族, Yamato Zoku ) , người được biết đến với cái tên "Chiến binh Công lý" (正義の戦士, Seigi no Senshi ) và chiến đấu với tư cách là Tyranno màu đỏ Ranger (ティラノレンジャー, Tirano Renjā ). Geki là thủ lĩnh của Zyurangers, em trai của Burai và có ý thức mạnh mẽ về công lý. Mặc dù được nuôi dưỡng bởi Vua và Nữ hoàng của Bộ tộc Yamato, nhưng anh ấy thực sự đã được họ nhận nuôi sau khi cha ruột của anh ấy nổi dậy chống lại Vua Yamato và buộc phải giao Geki làm con nuôi như một hình phạt cho hành vi không phục tùng của anh ấy. Cha ruột của anh đã tận dụng cơ hội này để thách thức Nhà vua và giành lại Geki, nhưng lại bị Nhà vua giết chết. Geki biết được sự thật sau khi gặp Burai. Vũ khí huyền thoại của Geki là Ryugekiken (龍撃剣, Ryūgekiken , Dragon Attack Sword) và Thần hộ mệnh của anh ấy là Tyrannosaurus . Anh ấy cũng cưỡi Road Zaurer 1 (ロードザウラー１ , Rōdo Zaurā Wan) . Geki kế thừa sức mạnh của Burai sau khi chết, cho phép anh ta triệu hồi áo giáp ngực và băng tay của Burai, đồng thời sử dụng Zyusouken của mình để triệu hồi Rồng Caesar.
Goushi (ゴウシ Gōshi) - Mammoth Ranger (マンモスレンジャー Manmosu Renjā)Goushi (ゴウシ, Gōshi ) là một hiệp sĩ 27 tuổi của Bộ tộc Sharma (シャーマ族, Shāma Zoku ), người được biết đến với cái tên "Chiến binh Trí tuệ" (知恵の戦士, Chie no Senshi ) và chiến đấu với tư cách là  Mammoth Ranger (マンモスレンジャー, Manmosu Renjā). Bình tĩnh, lạnh lùng và tự chủ, Goushi là chỉ huy thứ hai của đội và sự khôn ngoan của anh ấy cho phép anh ấy đưa ra các chiến lược để cứu đồng đội của mình bất cứ khi nào họ bị dồn vào chân tường. Anh mồ côi cha mẹ khi còn nhỏ và được nuôi dưỡng bởi chị gái của mình, người đã chết khi chiến đấu với lực lượng của Bandora sau khi Goushi trưởng thành. Thần hộ mệnh của anh là voi ma mút. Anh ấy sử dụng các kỹ thuật vật lộn trong các trận chiến và Vũ khí Huyền thoại của anh ấy là chiếc rìu chiến Moth Breaker (モスブレイカー, Mosu Bureikā ), có thể chuyển đổi thành súng trường laze. Quái vật hộ mệnh của anh ấy là Zyu Mammoth và cưỡi Side Zaurer 2 (サイドザウラー２ , Saido Zaurā Tsū ) , có một chiếc xe phụ cho Boi. Goushi xuất hiện trong tập cuối của Kaizoku Sentai Gokaiger, nhận lại sức mạnh của mình dưới dạng Mammoth Ranger Key khi các Gokaiger rời Trái đất.
Dan (ダン Dan) - Tricera Ranger (トリケラレンジャー Torikera Renjā)là một hiệp sĩ 19 tuổi của Bộ tộc Etoffe (エトフ族, Etofu Zoku ), người được biết đến với biệt danh "Chiến binh của lòng dũng cảm" (勇気の戦士, Yūki no Senshi ) và chiến đấu với tư cách là Tricera màu xanh lam Kiểm lâm (トリケラレンジャー, Torikera Renjā ) . Anh 19 tuổi và là một chiến binh dũng cảm, sẵn sàng đứng lên chống lại kẻ thù, mặc dù anh ấy có xu hướng lao vào những tình huống nguy hiểm mà không suy nghĩ thấu đáo. Anh ấy là một nhân vật vui vẻ, đóng vai trò là người cứu trợ truyện tranh của đội. Vũ khí Huyền thoại của anh ấy là Tricelance hai lưỡi (トリケランス, Torikeransu ) có thể tách làm đôi để tạo thành một cặp giáo, được rút ngắn lại khi được sử dụng như một phần của Howling Cannon, và Thần hộ mệnh của anh là Triceratops . Anh ấy cũng lái chiếc Side Zaurer 3 (サイドザウラー３ , Saido Zaurā Surī ) , có một chiếc sidecar dành cho Mei.
Boi (ボーイ Bōi) - Tiger Ranger (タイガーレンジャー Taigā Renjā)Boi (ボーイ, Bōi ) là một hiệp sĩ 15 tuổi của Bộ lạc Dime (ダイム族, Daimu Zoku ) , người được biết đến với cái tên "Chiến binh của Hy vọng" (希望の戦士, Kibō no Senshi ) và chiến đấu với tư cách là người da vàng Tiger Ranger màu (タイガーレンジャー, Taigā Renjā ) . Boi là thành viên trẻ nhất và tò mò nhất trong đội. Anh ấy cũng là người năng nổ nhất và có phản xạ tốt hơn những người khác. Do còn nhỏ nên Bội thường được kết bạn với trẻ em mặc dù đã trưởng thành so với tuổi. Vũ khí huyền thoại của anh ấy là cặp song kiếm Sabre Daggers (サーベルダガー,Sāberu Dagā )và Thần hộ mệnh của anh ta là hổ răng kiếm.
Mei (メイ Mei) - Ptera Ranger (プテラレンジャー Putera Renjā)là công chúa 18 tuổi của Bộ lạc Lithia (リシヤ族, Rishiya Zoku ) , người được mệnh danh là "Chiến binh của tình yêu" (愛の戦士, Ai no Senshi ) và chiến đấu với tư cách là Ptera màu hồng. Kiểm lâm (プテラレンジャー, Putera Renjā ) . Mặc dù là một phụ nữ trẻ dịu dàng và đáng yêu, Mei cũng là một chiến binh không chịu thua cuộc, cho dù tình hình có khốc liệt đến đâu. Vũ khí Huyền thoại của cô ấy là cây cung Ptera Arrow (プテラアロー, Putera Arō ) và Thần hộ mệnh của cô ấy là một con dực long.
Burai (ブライ Burai) - Dragon Ranger (ドラゴンレンジャー Doragon Renjā)là hiệp sĩ 32 tuổi của Bộ tộc Yamato, người được mệnh danh là "Chiến binh quyền lực" (力の戦士, Chikara no Senshi ) và chiến đấu với tư cách là Kị sĩ rồng màu xanh lục (ドラゴンレンジャー, Doragon Renjā ) , 17-42)Anh ấy là Zyuranger lớn tuổi nhất và là anh trai ruột của Geki, người mà anh ấy đã bị tách khỏi khi Geki vẫn còn là một đứa trẻ sơ sinh sau khi cha ruột của anh ấy buộc phải giao Geki cho Vua và Hoàng hậu của Bộ tộc Yamato sau khi nổi dậy chống lại anh ấy. Sau đó, cha của Burai đã tận dụng cơ hội này để thách thức Nhà vua nhằm giành lại Geki, nhưng rồi bị đánh bại. Trước khi chết, anh ta nói với Burai để trả thù cho cái chết của anh ta. Burai tự đóng băng mình trong một buồng ngủ riêng biệt với những người khác và là Zyuranger cuối cùng được hồi sinh cho đến ngày nay. Sau khi thức tỉnh ở hiện tại, Burai phát hiện ra rằng anh ta đang sống trong thời gian vay mượn và duy trì tuổi thọ của mình bằng cách ở trong Căn phòng Vượt thời gian sau khi hang động mà anh ta tự đóng băng ban đầu bị sập và được hồi sinh bởi Clotho. Sau khi chiến đấu chống lại Zyurangers một thời gian với thanh kiếm Hellfried làm vũ khí của mình, Burai đã hòa giải với Geki và gia nhập đội. Burai cuối cùng chết sau khi giúp đỡ những người khác và truyền sức mạnh của mình cho Geki. Với tư cách là Dragon Ranger, Burai mặc áo giáp ngực bằng vàng và băng tay bằng vàng và có thể bắn ra một vụ nổ năng lượng từ tay của mình. Thần thú hộ mệnh của anh ấy làDragon Caesar , mà anh ta triệu hồi bằng Zyusouken (獣奏剣, Jūsōken , Beast Play Sword), một thanh kiếm ngắn có tác dụng như một cây sáo và dịch chuyển chủ nhân của nó đến Căn phòng Vượt thời gian.

## Tập phim
1. The Birth (誕生 Tanjō?)
2. The Revival (復活 Fukkatsu?)
3. Fight In The Land of Despair (戦え絶望の大地 Tataka e Zetsubō no Daichi?)
4. Reawaken, Legendary Weapons (甦れ伝説の武器 Yomigaere Densetsu no Buki?)
5. Scaaary Riddles (怖～いナゾナゾ Kowai Nazonazo?)
6. Arise! Daizyujin (立て!! 大獣神 Tate!! Daijūjin?)
7. I Can See You, I Can See You (みえる、みえる Mieru, Mieru?)
8. Terror! Eaten In An Instant (恐怖! 瞬間喰い Kyōfu! Shunkan Kui?)
9. Run! Prince of the Eggs (走れタマゴ王子 Hashire Tamago Ōji?)
10. Monkeys No More! (猿はもうイヤ! Saru wa Mou Iya!?)
11. My Master! (ご主人さま! Goshujin-sama?)
12. Papa's a Vampire!? (パパは吸血鬼!? Papa wa Kyūketsuki!??)
13. Fire! The Golden Arrow (射て! 黄金の矢 Ite! Ōgon no Ya?)
14. Become Small! (小さくなァれ! Chiisaku Naare!?)
15. Destroy! The Dark Super Sword (破れ! 暗黒超剣 Yabure! Ankoku Chō Ken?)
16. The Great Sneeze Plot (クシャミ大作戦 Kushami Dai Sakusen?)
17. The Sixth Hero (六人目の英雄 Rokuninme no Eiyū?)
18. The Brother's Sword of Hatred (憎しみの兄弟剣 Nikushimi no Kyōdai Ken?)
19. Female Warrior Scorpion! (女戦士サソリ! Onna Senshi Sasori!?)
20. Daizyujin's Last Day (大獣神最期の日 Daijūjin Saigo no Hi?)
21. The Guardian Beast's Great Riot (守護獣大あばれ Shugojū Dai Abare?)
22. Combine! Gouryuujin (合体! 剛龍神 Gattai! Gōryūjin?)
23. I Like, Like the Super Miracle Ball (好きすき超魔球 Suki Suki Chō Makyū?)
24. Turtles Forever (カメでまんねん Kame de Mannen?)
25. The Park Where Demons Dwell (悪魔のすむ公園 Akuma no Sumu Kōen?)
26. Together Spirits in Shaved Ice (カキ氷にご用心 Kakigōri ni Goyō Kokoro?)
27. I Want to Eat Mei (メイを食べたい Mei o Tabetai?)
28. Great Upgrade! Clay Monsters (大改造! 粘土獣 Dai Kaizō! Nengo Jū?)
29. A Mystery!? The Attacking Beast Knight God (謎!? 襲う獣騎神 Nazo!? Osō Jūkishin?)
30. Satan Comes!! (サタンが来る!! Satan ga Kuru!!?)
31. Reborn! The Ultimate God (復活! 究極の神 Fukkatsu! Kyūkyoku no Kami?)
32. Geki, Slash Your Tears (ゲキよ涙を斬れ Geki yo Namida o Kire?)
33. Teach Me! The Jewel of Bravery (教えて! 勇気玉 Oshiete! Yūki Tama?)
34. Burai Lives! (ブライ生きて! Burai Ikite!?)
35. Ninja Warrior, Boi (忍者戦士ボーイ Ninja Senshi Bōi?)
36. Smash It! The Mirror of Death (くだけ! 死の鏡 Kudake! Shi no Kagami?)
37. A Dinosaur is Born (恐竜が生まれる Kyōryū ga Umareru?)
38. Princess Mei's Seven Metamorphoses (メイ姫七変化!! Mei-hime Shichi Henka?)
39. A Subterranean Beast's Tears (地底獣の涙… Chitei Jū no Namida?)
40. Burai's Deathly Departure (ブライ死の出発 Burai Shi no Shuppatsu?)
41. Blaze, Burai!! (燃えよブライ! Moe yo Burai!?)
42. Burai Dies... (ブライ死す… Burai Shisu...?)
43. Live Again! Zyusouken (甦れ! 獣奏剣 Yomigaere! Jūsōken?)
44. Swordswoman! Japan's Best (女剣士! 日本一 Onna Kenshi! Nihon'ichi?)
45. The Foolish Boy (バカヤロー少年 Bakayarō Shōnen?)
46. Presenting! The Vicious Squadron (参上! 凶悪戦隊 Sanjō! Kyōaku Sentai?)
47. Break in! The Final Deciding Battle (突入! 最終決戦 Totsunyū! Saishū Kessen?)
48. The Son from the Darkness (闇からの息子 Yama Kara no Musuko?)
49. The Gods Lost!! (神が負けた!! Kami ga Maketa!!?)
50. Long Live the Dinosaurs (恐竜万歳 Kyōryū Banzai?)

## Diễn viên
- Geki/Tyranno Ranger: Mochizuki Yūta (望月 祐多? Vọng Nguyệt Hữu Đa)
- Goushi/MammothRanger: Seiju Umon (Takayasu Aohisa 高安 青寿?, Cao An Thanh Thọ)
- Dan/TriceraRanger: Fujiwara Hideki (藤原 秀樹? Đằng Nguyên Tú Thụ)
- Boi/TigerRanger: Hashimoto Takumi (橋本 巧? Kiều Bản Xảo)
- Mei/PteraRanger：Chiba Reiko (千葉 麗子? Thiên Diệp Lệ Tử)
- Burai/DragonRanger：Izumi Shiro (和泉 史郎? Hoà Tuyền Sử Lang)
  - Burai (hồi trẻ): Sakai Hisashi (酒井 寿? Tửu Tỉnh Thọ)
- Barza: Tatara Jun (多々 良純?)
- Clotho: Sakai Mayumi (酒井 麻由美? Tửu Tỉnh Ma Do Tử)
- Bandora: Soga Machiko (曽我 町子?)
- Tottpatt: Shinoda Kaoru (篠田 薫?)
- Bookback: Watabe Takeshi (渡部 猛? Độ Bộ Mãnh)
- Lamie: Kawai Ami (河合 亜美? Hà Cáp Á Mĩ)
- DaiSatan: Urano Masahiko (浦野 眞彦? Phổ Dã Chân Ngạn)
- Kai: Takahashi Issei (高橋 一生? Cao Kiều Nhất Sinh)
- Dora Franke/Zombie Franke/Satan Franke (28-31): Tamura Yen
- Gnome: Iwaki Rikiya
- Satoshi: Tajima Yuya (手島 佑弥? Thủ Đảo Hữu Mi)
- Satoshi's friends: Kikuchi Hayato (菊地 隼人? Cúc Địa Chuẩn Nhân), Mikami Masashi (三上雅士? Tam Thượng Nhã Sĩ), Seideki Hayato (青出来 隼人? Thanh Xuất Lai Chuẩn Nhân)

### Lồng tiếng
- Narrator: Ōhira Tōru (大平 透? Đại Bình Thấu)
- Tyranosaurus, Daizyujin, Guardian Beast combinations: Maruyama Eiji (丸山 詠二? Hoàn Sơn Vịnh Nhị)
- Saber Tiger: Terasoma Masaki (寺杣 昌紀?)
- Grifforzer, Dora Skeleton (2): Tokumaru Kan (徳丸 完? Đức Hoàn Hoàn)
- Pleprechuan: Oyama Yutaka (大山 豊? Đại Sơn Phong)
- Dokiita Golems: Kishino Kazuhiko (岸野 一彦? Ngạn Dã Nhất Ngạn)
- DaiSatan: Katō Seizō (加藤 精三? Gia Đằng Tinh Tam)

### Trang phục
- Guardian Beast combinations, Tottpatt: Kusaka Hideaki (?)
- Grifforzer: Sakamoto Takashi (千田 義正? Thiên Điền Nghĩa Chính)
- Bookback: Watanabe Minoru (?)
- Pleprechuan: Iiboshi Takako (?)

## Bài hát
Đầu
- "Kyōryū Sentai Zyuranger" (恐竜戦隊ジュウレンジャー Kyōryū Sentai Jūrenjā?)
  - Thể hiện: Tsuno Gōji & Rinozuka Reo
  - Sắp xếp: Tsuno Gōji
  - Biên soạn: Yamamoto Kenji
  - Tác giả: Sato Kenta

Đuôi
- "Rappapiya The Adventure!" (冒険してラッパピーヤ! Bōken shite Rappapīya!?)
  - Thể hiên và sắp xếp: Gōji Tsuno
  - Cải biên: Yamamoto Kenji
  - Tác giả: Pythagoras (ピタゴラス Pitagorasu?)